# Aveline de Forz
Aveline de Forz, Countess of Aumale (durch Ehe auch Aveline, Countess of Leicester) (* 20. Januar 1259 in Burtwick, Yorkshire; † 10. November 1274 in Stockwell, Surrey) war eine englische Adlige. Nach ihrem Tod sicherte sich König Eduard I. ihr Erbe, was als einer der Fälle gilt, in denen der König das Erbrecht manipulierte.

## Herkunft und Leben
Sie war eine Tochter von William de Forz, Count of Aumale († 1260) und dessen Frau Isabel de Redvers († 1293). Ihr Vater führte als Prätendent auf die inzwischen von Frankreich annektierte Grafschaft Aumale in der Normandie die Titulatur Count of Aumale, verfügte als Lord of Holderness aber auch um umfangreichen Grundbesitz in Nordengland und war dort ein einflussreicher Magnat. Nachdem 1260 ihr Vater und 1269 mit ihrem Bruder Thomas de Forz, Count of Aumale der letzte ihrer Geschwister starb, erbte sie den Großteil der Besitzungen der Familie. Ihre Mutter, die von den Besitzungen ihres Vaters ein umfangreiches Wittum erhielt, war selbst eine reiche Erbin und hatte Anspruch auf das Earldom of Devon.
Aveline wurde am 8. April 1269 in der Westminster Abbey mit Edmund, Earl of Leicester, einem jüngeren Sohn von König Heinrich III. und dessen Frau Eleonore von der Provence verheiratet. Durch die Heirat erhielt sie auch den Höflichkeitstitel Countess of Leicester. Ihr Mann brach im Februar oder März 1271 zum Kreuzzug ins Heilige Land auf, von dem er im Sommer oder Herbst 1272 zurückkehrte. Aveline starb bereits 1274 kinderlos mit fünfzehn Jahren. Sie wurde in Westminster Abbey beigesetzt, wo ihr aufwändiges, vermutlich nach 1290 gefertigtes Grabdenkmal erhalten ist.

## Streit um ihr Erbe
Mit ihrem Tod verlor ihr Ehemann den Anspruch auf ihr Erbe. Nun beanspruchten verschiedene Personen dieses Erbe, von denen die meisten behaupteten, Nachfahren von Avelines Ururgroßvater Wilhelm von Aumale zu sein. Einer dieser möglichen Erben war ein John de Esthon, der behauptete, ein Nachfahre von Avice, einer Tochter von Wilhelm von Aumale zu sein. Sein Erbanspruch war äußerst umstritten, denn die Existenz einer Avice konnte nicht nachgewiesen werden, und wenn sie wirklich eine Tochter von Wilhelm von Aumale gewesen war, war sie höchstens eine uneheliche Tochter gewesen. 1278 wurde Esthon jedoch als Erbe anerkannt. Er trat schon bald sein Erbe gegen die Zahlung von £ 100 und Besitzungen mit jährlichen Einkünften von ebenfalls £ 100 an König Eduard I., den Bruder von Avelines Ehemann Edmund ab. Es gilt als unwahrscheinlich, dass Eshton der rechtmäßige Erbe gewesen war, nicht zuletzt weil £ 100 jährliche Einkünfte nur ein sehr geringer Betrag für ein umfangreiches Erbe war, dass Holderness, Skipton und Cockermouth umfasste. Wahrscheinlicher ist, dass er ein Schwindler war, der im Einverständnis und gar im Auftrag des Königs unrechtmäßig das Erbe beansprucht hatte.